# Hubert (přírodní rezervace)
Přírodní rezervace Hubert je lesní, částečná přírodní rezervace nacházející se na území vesnice Dąbrówka v gmině Wielowieś (okres Gliwice) v Polsku. Byla založena k ochraně části smíšeného lesa s přírodními rysy, které jsou zachovány mezi stromovými porosty, které byly zasaženy lidskou činností. Rezervace byla založena nařízením polského ministerstva lesnictví a dřevařského průmyslu ze dne 4. dubna 1958 (M.P. 1958 nr 38 poz. 226). Rozkládá se na ploše 14,4 ha v polesí Centawa v nadlesnictví Rudziniec. Rozloha rezervace byla v roce 2015 rozšířená na rozlohu 33,74 ha, kolem rezervace byla vytyčená ochranná plocha o rozloze 35,2 ha.
Rezervace se nachází v nadmořské výšce 225–230 m n. m. v jihovýchodní části Opolské roviny v rozsáhlém komplexu Borów Stobrawsko-Lubliniecký. Nachází se v údolí Świbskiej Wody (povodí Malá Pěna). Geologické podloží tvoří vápence středního triasu, překryté vrstvami čtvrtohorních usazenin, složené z pleistocéních říčních a glaciálních (poledovcových) písků. Reliéf terénu má rovinný charakter.
Dominantní rostlinné společenství v rezervaci tvoří subkontinentální les s typovou variací, lokálních, nevelkých vyvýšenin v jihovýchodní části rezervace přechází do kontinentálního smíšeného lesa. Hlavní část tvoří borovice lesní (kolem 65 %), dub letní (kolem 35 %), jejíchž stáří se pohybuje od 130 do 160 let. Společenství dotváří nemnohé buky, javory a javory kleny, které v mnoha případech mají charakter přírodní památky.
Na území rezervace je potvrzen výskyt 107 druhů cévnatých rostlin (mezi nimi 83 % lesních a křovinových druhů), 33 druhů mechů a 2 druhy játrovek. Mezi chráněnými cévnatými rostlinami se nacházejí: břečťan popínavý, konvalinka vonná, kopytník evropský, krušina olšová, svízel vonný a prvosenka vyšší. Vzácně se vyskytují mimo jiné samorostlík klasnatý, tolije bahenní, dymnivka plná a ostružiník moruška.
Fauna v rezervaci zahrnuje 56 druhů obratlovců a na 200 druhů bezobratlých.
Rezervace byla propojena (2015) s rezervací Łężczok v ratibořském okrese.